# Bayerische Finanzgewerkschaft

Logo der Bayerischen Finanzgewerkschaft

Die Bayerische Finanzgewerkschaft (bfg) ist die Fachgewerkschaft der Beamten, Angestellten und Arbeiter der Bayerischen Finanzverwaltung. Sie wurde 1949 als Verein der Finanzbeamten in Bayern (vfb) gegründet.
Die bfg setzt sich seitdem für die berufsbedingten, politischen, rechtlichen, wirtschaftlichen und sozialen Interessen ihrer Mitglieder ein. Im Jahr 2024 sind rund 13.000 Mitglieder in der Bayerischen Finanzgewerkschaft organisiert. Die bfg ist Mitglied in den Dachverbänden Deutsche Steuer-Gewerkschaft (DSTG) und Bayerischer Beamtenbund (BBB) sowie im DBB Beamtenbund und Tarifunion. Die Bayerische Finanzgewerkschaft gliedert sich in die beiden Bezirksverbände Nordbayern und Südbayern. Die Mitgliederbetreuung vor Ort erfolgt durch 135 Ortsverbände in den Dienststellen der Finanzverwaltung.
Die bfg ist parteipolitisch unabhängig. Ihre Arbeit orientiert sich ausschließlich an den Interessen der Mitglieder. Diese vertritt die bfg gegenüber der Verwaltung und den politisch Verantwortlichen in Verhandlungen und regelmäßigen Gesprächen. Die bfg erreichte bei den letzten Personalratswahlen im Jahr 2021 im Bereich des Bayerischen Staatsministeriums der Finanzen und den nachgeordneten Dienststellen in der Steuer- und Staatsfinanzverwaltung erneut einen Stimmenanteil von 80 bis 90 Prozent.
Landesvorsitzender ist Gerhard Wipijewski, er übernahm im November 2013 den Vorsitz von Josef Bugiel. Vorsitzender des Bezirksverbandes Nordbayern ist Thomas Wagner (seit 2019). Birgit Fuchs ist Vorsitzende des Bezirksverbandes Südbayern (seit 2019). Beim Gewerkschaftstag am 17. und 18. Juni 2024 in Würzburg wurde Gerhard Wipijewski erneut zum Vorsitzenden gewählt. Auch die Bezirksvorsitzenden Birgit Fuchs (Südbayern) und Thomas Wagner (Nordbayern) wurden in ihren Funktionen von den Delegierten bestätigt.